# Campoplex eudoniae
Campoplex eudoniae là một loài tò vò trong họ Ichneumonidae.